# Инди-игра
И́нди-игра́ (англ. indie game, от англ. independent video game — «независимая компьютерная игра») — компьютерная игра, созданная отдельным разработчиком или небольшим коллективом без финансовой поддержки издателя компьютерных игр. Масштаб явлений, связанных с инди-играми, ощутимо возрастает со второй половины 2000-х годов, в основном ввиду развития новых способов цифровой дистрибуции и средств разработки.
Флагманами инди-индустрии, конкурирующими с играми AAA уровня, считаются такие инди-игры, как Braid, World of Goo, Super Meat Boy и Minecraft. Minecraft при этом создана одним разработчиком, продана десятками миллионов копий и является самой продаваемой инди-игрой по версии книги рекордов Гиннесса.

## Общее описание
Общепринятого определения понятия «инди-игра» не существует, но зачастую инди-игры имеют некоторые схожие особенности. Как правило, инди-игры создаются отдельными разработчиками, небольшими коллективами или маленькими независимыми компаниями. Также инди-игры обычно не такие масштабные, как массовые игры с полным финансированием. Разработчики инди-игр, как правило, не имеют финансовой поддержки от издателя (так как те предпочитают наименее рисковые игры с высоким бюджетом), и обычно обладают небольшим бюджетом либо не обладают им вовсе. Ввиду своей независимости инди-разработчики не имеют операционных ограничений со стороны издателей или творческих ограничений и не нуждаются в одобрении издателя, что является обязательным для разработчиков массовых игр. Как следствие, решения геймдизайнера также не ограничиваются бюджетом проекта. Более того, чем меньше коллектив, тем ярче выражается индивидуальность конкретного разработчика. Небольшие коллективы, широкие возможности и отсутствие границ для творчества создали условия, в которых инди-игры могут быть инновационными, креативными, с большим художественным выражением. Ограниченные в возможностях создания технологичной графики, разработчики вынуждены делать ставку на инновационный геймплей. Впрочем, среди инди-игр существуют как инновационные игры, так и игры классических жанров. Таким образом, принадлежность к «инди» не подразумевает, что игра должна нести в себе инновации.

## Разработка
В поисках источника финансирования новой игры инди-разработчики могут прибегать к краудфандингу, поиску издателя или создания вспомогательного сообщества для разработки игры. Если у проекта нет издателя, разработчики используют предлагаемые в интернете службы цифровой дистрибуции.
Разработчиков инди-игр не следует путать с разработчиками-любителями, для которых это занятие является хобби, поскольку инди-разработчики сильнее нацелены на выпуск продукта, нежели любители. Большинство любителей создаёт модификации к существующим компьютерным играм либо работает с некоторыми технологиями или определёнными частями игры. Подобные любители обычно создают некоммерческие продукты, и сами по себе могут быть как новичками, так и ветеранами индустрии.

## Положение в индустрии
Сцена инди-игр зародилась на ПК, где продолжает оставаться заметной. В начале 1990-х годов инди-игры испытали первую волну популярности благодаря модели распространения shareware. Однако с развитием технологий существенно возрастали ожидания пользователей, делая инди-сцену менее значимой. Сложность создания современных компьютерных игр превышает возможности одного разработчика.
Индустрия инди-игр ощущает рост интереса и популярности. Инди-индустрия переживает вторую волну популярности, начиная со второй половины 2000-х годов. Распространение интернета и служб онлайн-дистрибуции позволило распространять игры, не осуществляя розничных продаж. Это позволило разработчикам издавать, а игрокам получать игры через такие службы, как Xbox Live Arcade, Steam или OnLive. Таким же образом разработчики получили доступ к средствам наподобие Adobe Flash. Рост популярности инди-игр во второй половине 2000-х годов обусловлен в первую очередь развитием служб онлайн-дистрибуции и доступностью средств разработки.
Подобно тому, как индустрия массовых компьютерных игр сравнима с индустрией массового кино, так же индустрия инди-игр сравнима с индустрией независимого кино. Однако индустрия инди-игр ориентируется на онлайн-продажи. Для разработчиков онлайн-продажи более выгодны и доступны, нежели розничные продажи. Тем не менее, сетевые порталы критикуются за снятие слишком больших комиссионных с дохода игр: если в 2008 году разработчик при продаже игры через розничную сеть получал около 17 % дохода, то через онлайн-дистрибуцию — примерно 85 %. Из-за этого возможно появление более «рисковых» проектов. Более того, с обретением популярности социальных сайтов появился новый жанр казуальных игр. Несмотря на это, существуют отдельные примеры инди-игр, принёсших большой доход, но все же для большинства разработчиков инди-игры являются скорее значимым этапом в карьере, нежели возможностью создания коммерческого продукта.
Существуют разные точки зрения на то, какое место занимают инди-игры в индустрии компьютерных игр в целом. Большая часть игр не становится массовой, тогда как СМИ освещают только массовые игры. Это можно объяснить отсутствием должного уровня маркетинга инди-игр. Инди-игры обычно нацелены на отдельные ниши рынка.
Инди-проекты развиваются на мобильных платформах. Разработчики делают на создании приложений бизнес и вкладывают средства. Здесь игры принадлежат как крупным компаниям, так и инди-разработчикам.

## Сообщество
Существуют различные сообщества и мероприятия, посвящённые инди-играм. К ним относятся выставки и конференции, такие как Independent Games Festival или IndieCade.
Indie Game Jam (IGJ) — ежегодное событие мира инди-игр, поощряющее эксперименты разработчиков без издательских ограничений; основано Крисом Хэкером) и Шоном Барреттом (англ. Sean Barrett); впервые проведено в 2002 году. Каждый год IGJ ставит новые задачи по инновациям в областях сеттингов, жанров и управления. IGJ явилось примером для создания аналогичных событий Nordic Game Jam и Global Game Jam: последнее впервые проведено в 2009 году, собрав 1650 участников из 53 стран.